# Зозуля товстодзьоба
Зозу́ля товстодзьоба (Pachycoccyx audeberti) — вид птахів з родини зозулевих (Cuculidae).

## Поширення
Поширений в Африці. Середовищем існування виду є тропічні ліси і ліси міомбо.

## Підвиди
Виділяють три підвиди:
- Pachycoccyx audeberti audeberti (Schlegel, 1879) — північний схід Мадагаскару;
- Pachycoccyx audeberti brazzae (Oustalet, 1886) — від Сьєрра-Леоне до Гани, Нігерії, Камеруну та заходу ДР Конго;
- Pachycoccyx audeberti validus (Reichenow, 1879) — від схілної частини ДР Конго до південно-східної Кенії, Танзанії, Мозамбіку і Трансваалю.

## Опис
Птах завдовжки до 36 см. Птах міцної статури, з довгими крилами та хвостом. Голова, спина і крила журавля темно-сірі. Груди і живіт птаха білі, хвіст чорно-сірий в смужку. Дзьоб міцний, гачкуватий.

## Спосіб життя
Птах є гніздовим паразитом. Самиця відкладає яйця в гнізда багадаїсів (Prionops).